# Shigu (köpinghuvudort i Kina, Hubei Sheng, lat 32,75, long 111,36)
Shigu (kinesiska: 石鼓, 石鼓镇) är en köpinghuvudort i Kina. Den ligger i provinsen Hubei, i den centrala delen av landet, omkring 370 kilometer nordväst om provinshuvudstaden Wuhan. Antalet invånare är 9 049. Befolkningen består av 4 336 kvinnor och 4 713 män. Barn under 15 år utgör 14,0 %, vuxna 15-64 år 75 %, och äldre över 65 år 10,0 %.
Runt Shigu är det ganska tätbefolkat, med 160 invånare per kvadratkilometer. Närmaste större samhälle är Xijiadian, 16,6 km väster om Shigu. Trakten runt Shigu består till största delen av jordbruksmark.
Genomsnittlig årsnederbörd är 900 millimeter. Den regnigaste månaden är augusti, med i genomsnitt 167 mm nederbörd, och den torraste är januari, med 8 mm nederbörd.